# Шипоопашат гекон на Уелингтън
Шипоопашатият гекон на Уелингтън (Strophurus wellingtonae) е вид гущер от семейство Diplodactylidae. Видът е незастрашен от изчезване. Името на вида е в чест на Бети Д. Уелингтън от планината Хелена.

## Разпространение и местообинтание
Видът е ендемичен за пасищата и саваните на Западна Австралия.

## Описание
Шипоопашатият гекон на Уелингтън е насекомояден, нощен и сухоземен гекон, сравнително голям за своя род. Има дължина на тялото (без опашката) достигаща до 8,5 см и обща дължина (с опашката) до 14,5 см. Над окото и по опашката са разположени дълги оранжеви или кафяви шипове.

## Размножаване
Този вид е яйценосен.